# Lumbricus
Lumbricus és un gènere de cucs anèl·lids que conté alguns dels cucs de terra més comuns a Europa. Aquest gènere consta de prop de 700 espècies. En català tenen el nom comú de tartany o tartanya.